# 40440 Добровський
40440 Добровський (40440 Dobrovský) — астероїд головного поясу, відкритий 11 вересня 1999 року.
Тіссеранів параметр щодо Юпітера — 3,212.